# Palo Verde, Tantoyuca
Palo Verde är en ort i Mexiko.   Den ligger i kommunen Tantoyuca och delstaten Veracruz, i den sydöstra delen av landet, 240 km norr om huvudstaden Mexico City. Palo Verde ligger 155 meter över havet och antalet invånare är 169.
Terrängen runt Palo Verde är huvudsakligen platt. Palo Verde ligger uppe på en höjd. Runt Palo Verde är det ganska tätbefolkat, med 72 invånare per kvadratkilometer. Närmaste större samhälle är Tantoyuca, 9,6 km sydväst om Palo Verde. Trakten runt Palo Verde består till största delen av jordbruksmark.